# Frédéric Magné

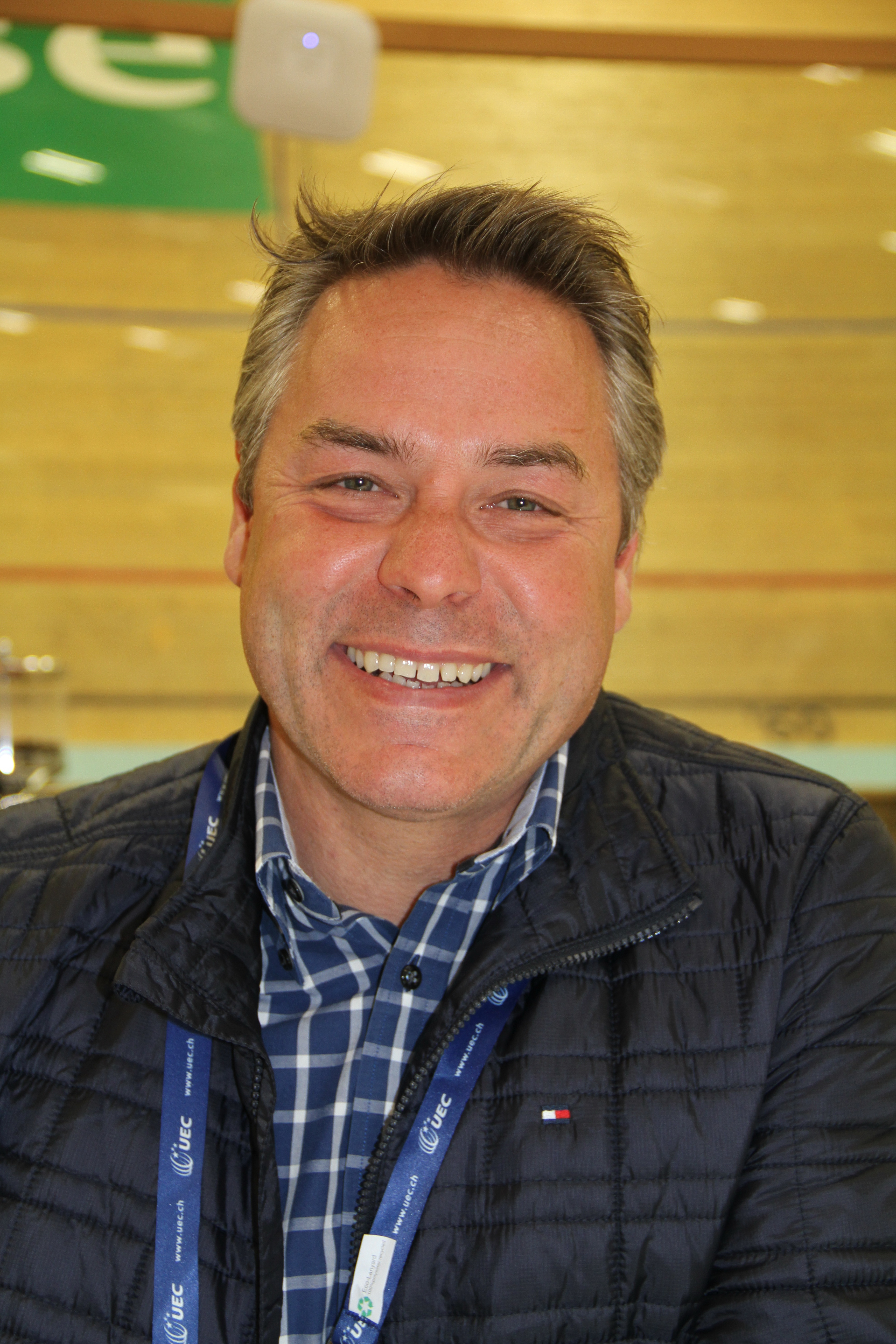
Frédéric Magné (2015)

Frédéric Magné (Orléans, 5 februari 1969) is een voormalig Frans baanwielrenner.

## Palmares
- Wereldkampioen keirin 1995, 1997, 2000  (3e in 1992, 1996 en 1999)
- Wereldkampioen tandem 1987, 1988, 1989 en 1994 (met Fabrice Colas)
- Vicewereldkampioen sprint 1992  (3e in 1995)
- Frans kampioen sprint 1992 en 1994  (2e in 1996, 3e in 1997, 1999 en 2000)
- Frans kampioen kilometer 1991
- Frans kampioen keirin 1993, 1994, 1996, 2000
- Middellandse Zeespelen; kilometer in 1991